# Jordan 196
O 196 é o modelo da Jordan da temporada de 1996 da Fórmula 1. Condutores: Rubens Barrichello e Martin Brundle.

## Resultados[1]
(legenda) 
| Ano  | Chassi | Motor           | Pneus | N° | Pilotos            | 1   | 2   | 3   | 4   | 5   | 6   | 7   | 8   | 9   | 10  | 11  | 12  | 13  | 14  | 15  | 16  | Pontos | Posição |  |
| ---- | ------ | --------------- | ----- | -- | ------------------ | --- | --- | --- | --- | --- | --- | --- | --- | --- | --- | --- | --- | --- | --- | --- | --- | ------ | ------- |  |
|      |        |                 |       |    |                    |     |     |     |     |     |     |     |     |     |     |     |     |     |     |     |     |        |         |  |
|      |        |                 |       |    |                    | AUS | BRA | ARG | EUR | SMR | MON | SPA | CAN | FRA | GBR | GER | HUN | BEL | ITA | POR | JPN |        |         |  |
| 1996 | 196    | Peugeot A12 V10 | G     | 11 | Rubens Barrichello | Ret | Ret | 4   | 5   | 5   | Ret | Ret | Ret | 9   | 4   | 6   | 6   | Ret | 5   | Ret | 9   | 22     | 5º      |  |
| 1996 | 196    | Peugeot A12 V10 | G     | 12 | Martin Brundle     | Ret | 12  | Ret | 6   | Ret | Ret | Ret | 6   | 8   | 6   | 10  | Ret | Ret | 4   | 9   | 5   | 22     | 5º      |  |